# Gustav Nachtigal

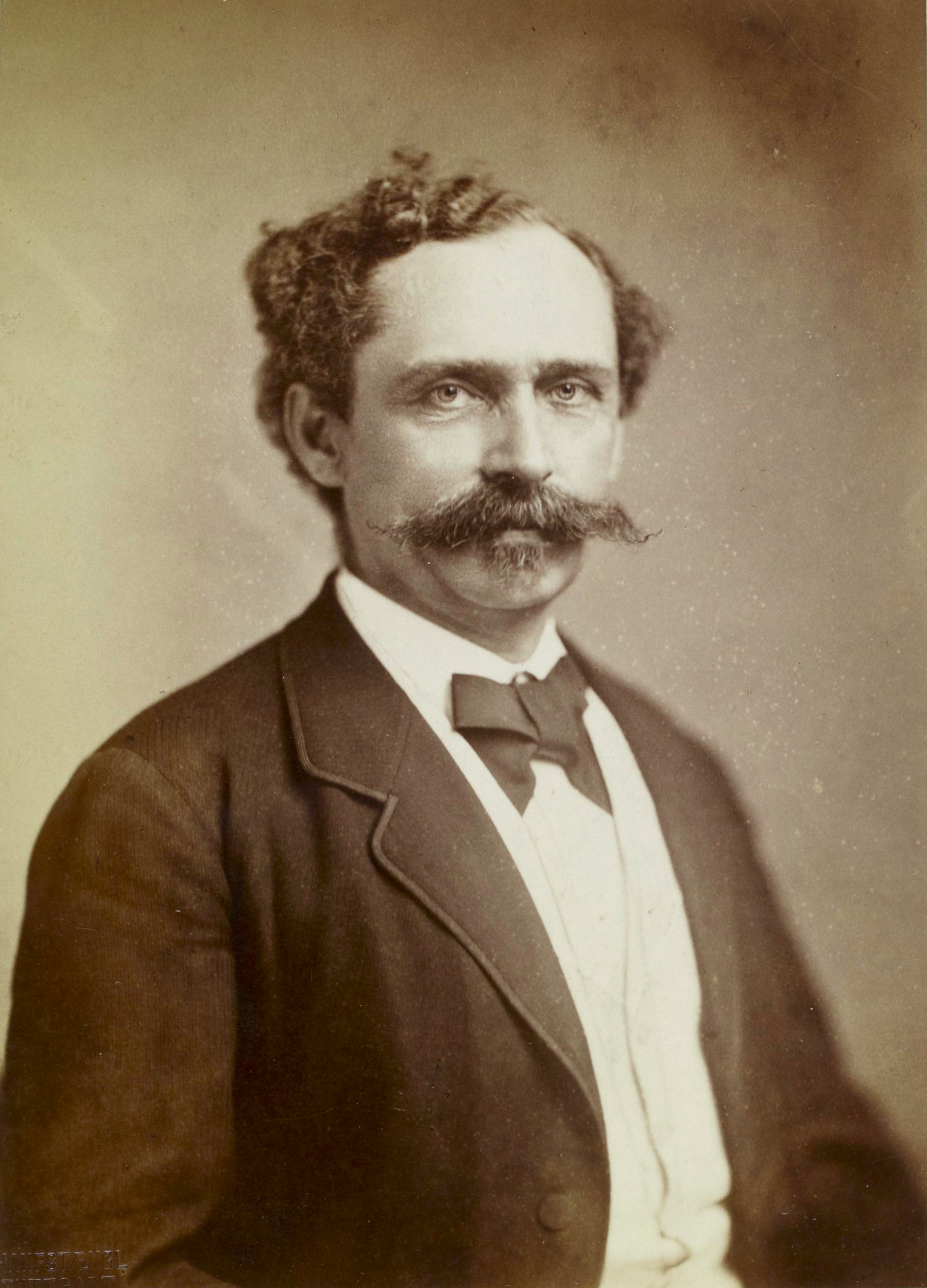
Gustav Nachtigal

Gustav Nachtigal (Alemanha, 23 de Fevereiro de 1834- no mar, 20 de Abril de 1885) foi um médico-cirurgião, pastor luterano, explorador do Deserto do Sara e político.
Na corrida europeia para as colónias africanas do século XIX, a Alemanha estava relativamente atrasada em relação às outras potências. Muito desse atraso deve-se a Nachtigal, que se interessou pelo Deserto do Sara, através do qual viajou. Saindo de Tripoli, na Líbia, em 1869, teve como missão entregar oito cargas transportadas por camelo, de ofertas enviadas pelo rei da Prússia ao xeque de Bornu, uma área que ficara já dividida entre Camarões e Nigéria, a sudoeste do Lago Chade.
Oficialmente, a sua missão tinha como âmbito a expressão do apreço pela amabilidade do chefe africano local para com Heinrich Barth e outros exploradores alemães. Mas, na realidade, a finalidade da viagem era abrir caminho para a anexação alemã de Bornu.
Para Gustav Nachtigal, a pesquisa científica teve prioridade. Foi o primeiro europeu a avistar as montanhas do Maciço do Tibesti, no Sara Oriental, explorando-as a fundo. Estudou os Tebus, um povo de origem desconhecida que vive na zona. Chegou a Bornu em 1870 e, depois de entregar os seus presentes, partiu para leste, até ao Sudão, chegando ao Nilo em Cartum em 1874, quando já fora dado como perdido. Publicou o relato da viagem em Sahara und Sudan (3 vols., 1879-1889).
Foi também governador da Togolândia. Faleceu num naufrágio ao largo na África Ocidental.